# Gertrud Adelborg
Gertrud Virginia Adelborg (Karlskrona, 10 de setembre del 1853 – 25 de gener del 1942) fou una professora sueca destacada en el moviment pels drets de les dones.

## Biografia
Gertrud Adelborg nasqué a Karlskrona, al comtat de Blekinge, Suècia. Era filla del capità naval Bror Jacob Adelborg (1816-1865) i Hedvig Catharina af Uhr (1820-1903). Era germana de la il·lustradora Ottilia Adelborg (1855–1936) i de l'artista tèxtil Maria Adelborg (1849-1940). Mai no es va casar. Gertrud Adelborg fou educada per una institutriu a casa i en escoles per a xiques. Fou professora el 1874-1879, i treballà en el Tribunal d'Apel·lació de Svea al 1881–1883.
Gertrud Adelborg fou molt activa en el moviment de dones sueques i en la lluita pel sufragi. Va treballar per a l'oficina de l'Associació Fredrika Bremer, el 1884–1907 (des del 1886 com a presidenta de l'oficina d'Estocolm) i formà part del comité central del FBF el 1897–1915. Fundà l'Escola de Camp per a Dones FBF (en suec: Landthushållningsskola för kvinnor) de Rimforsa a Östergötland, i en pertanyia a la junta escolar el 1907–1921.

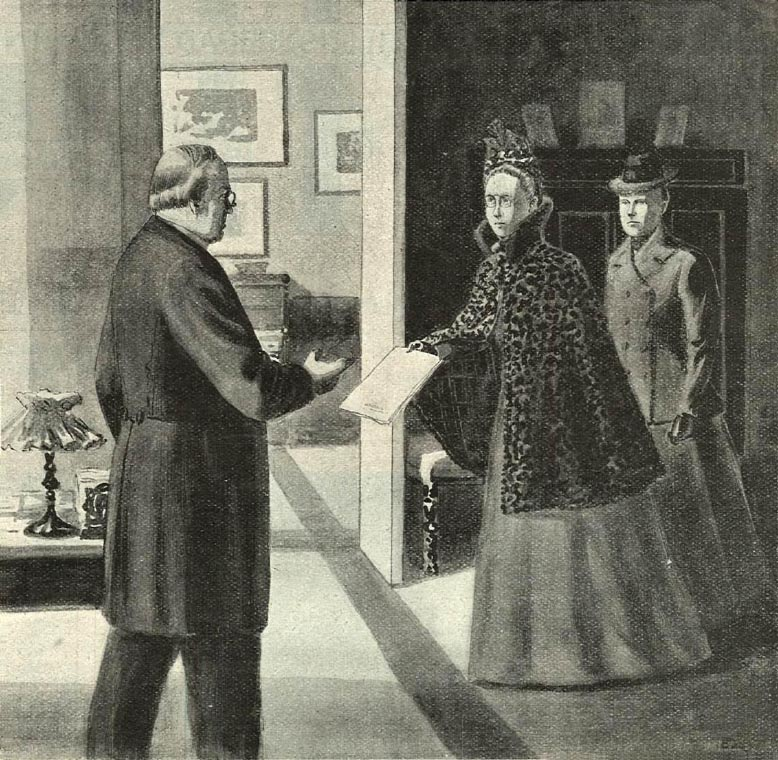
Agda Montelius i Gertrud Adelborg presenten la petició de sufragi al primer ministre Erik Gustaf Boström el 1899

El 1899, una delegació de la FBF presentà una petició de sufragi al primer ministre Erik Gustaf Boström. La delegació l'encapçalava Agda Montelius, acompanyada de Gertrud Adelborg, que n'havia escrit la demanda. Aquesta va ser la primera vegada que el moviment de dones suec presentava oficialment una demanda de sufragi.
Gertrud Adelborg era membre de la junta directiva de l'Associació Nacional per al sufragi de les dones (suec: Landsföreningen för kvinnans politiska rösträtt) o LKPR el 1903-1906. El 1907, encapçalava la delegació del LKPR que presentà la demanda al monarca Òscar II de Suècia. Va recordar-li les reformes relatives als drets de les dones que havien estat aprovades per son pare, Òscar I de Suècia, i expressà el desig que "el fill d'Òscar I adjuntàs el seu nom a un suggeriment de sufragi de dones". Segons Lydia Wahlström: "tan aviat com el rei va sentir el nom de son pare, se li va despertar l'interés", i Òscar II hi va prometre el seu suport, però va afegir que com a monarca constitucional no hi podia fer molt, i que dubtava que el govern hi pogués fer més. El paper de Gertrud Adelborg pel sufragi fou descrit com a important però menys públic: assumí tasques de secretaria, feu recerques, estructurà el treball i n'escrigué moltes publicacions i manifestos.
Gertrud Adelborg vivia jubilada a Gagnef, al comtat de Dalarna. Li atorgaren la Medalla Reial Sueca del Quòrum Illis el 1907. Va morir el 1942 i l'enterraren a Gagnef.